# Kliopsyllus major
Kliopsyllus major är en kräftdjursart som först beskrevs av Nicholls 1939.  Kliopsyllus major ingår i släktet Kliopsyllus och familjen Paramesochridae. Inga underarter finns listade i Catalogue of Life.